# Бансер Суарес, Уго
Уго Бансер Суарес (исп. Hugo Banzer Suárez; 10 июля 1926 — 5 мая 2002) — диктатор Боливии с 21 августа 1971 по 21 августа 1978 и президент страны с 6 августа 1997 по 7 августа 2001.

## Биография
Родился 10 июля 1926 года в департаменте Санта-Крус. В 1964–1966 гг. министр образования, в 1967–1969 гг. военный атташе в Вашингтоне. В это время в Боливии происходило противоборство между правыми и левыми офицерами. В 1970 году Бансер помог генералу Миранде свергнуть президента Альфредо Овандо; в 1971 году Бансер сам пришёл к власти в результате военного переворота и заявил, что армия будет безраздельно управлять страной до 1980 года. 
Бансер поощрял иностранные инвестиции, его политика вызывала восстания, в 1974 году было совершено 2 попытки свержения Бансера. В ответ диктатор проводил крайне репрессивную политику, жертвами которой становились даже его былые соратники, вроде соучастника переворота Андреса Селича, забитого в заключении до смерти. 
В 1978 году он провел выборы, на которых победил его ставленник Хуан Переда Асбун, но фальсификация была настолько грубой, что сам Переда потребовал перевыборов. Но до их проведения он сам сверг Бансера и сослал его в Аргентину. Обратно тот смог вернуться лишь в 1978 году.
В 1989 и 1993 годах он выдвигал свою кандидатуру на пост президента и занимал второе место. В 1997 году ему удалось выиграть выборы с небольшим перевесом (получил 22,26%), он стал 75-м президентом Боливии и правил до 2001 года. Его неолиберальный экономический курс привёл к протестам, известным как «Война за воду в Кочабамбе».
Ушел в отставку в августе 2001 года по состоянию здоровья. 
Скончался от сердечного приступа после продолжительной болезни рака печени и лёгких.